# John Horton (cầu thủ bóng đá)
John Wooldridge Horton (1902 – 1984) là một cầu thủ bóng đá người Anh có một lần ra sân ở Football League cho Southampton năm 1921.

## Sự nghiệp bóng đá
Horton sinh ra ở Thurnscoe, gần Barnsley ở Yorkshire và lần đầu thu hút sự chú ý khi thi đấu cho Wombwell. Mùa giải 1920–21 ông ghi tổng cộng 40 bàn, giúp Wombwell cán đích thứ hai ở Yorkshire League và được chơi ở Midland League.
Vào tháng 5 năm 1921, ông được ký hợp đồng bởi Southampton, sau đó thi đấu ở Football League Third Division South. Ông ghi bàn thường xuyên cho đội dự bị và ra mắt đội chính khi thay cho Bill Rawlings trong trận đấu với Watford vào ngày 29 tháng 10 năm 1921, kết thúc với thắng lợi 2–0 cho Saints. Sau khi có trận ra mắt, ông bị gãy chân trong trận đấu của đội dự bị với Bristol City, và phải kết thúc sự nghiệp bóng đá của mình.